# Plutonen
Plutonen (originaltitel Platoon) är en amerikansk-brittisk krigsfilm från 1986, skriven och regisserad av Oliver Stone. Huvudrollerna spelades av Tom Berenger, Willem Dafoe och Charlie Sheen.
Filmen belönades med fyra Oscarsstatyetter, i kategorierna bästa film, bästa regi, bästa klippning och bästa ljud. År 1998 placerade American Film Institute filmen 83:e plats i listan AFI's 100 Years...100 Movies.

## Handling
Chris Taylor (Charlie Sheen) kommer från en välbärgad familj men under collegeperioden hoppar han av och bestämmer sig för att åka till Vietnam. Året är 1967. Han vill göra en insats, som hans far och farfar gjort i tidigare krig. Men väl i Vietnam inser han sitt misstag, och resten av tiden kämpar han för sin överlevnad i Vietnams djungler. 
Taylor ingår i en pluton i USA:s armé som man får följa genom filmen. Man får följa plutonens handlingar men också konflikter inom gruppen. 

## Rollista i urval
- Charlie Sheen – Menige Chris Taylor
- Tom Berenger – Sergeant Barnes
- Willem Dafoe – Sergeant Elias
- John C. McGinley – Sergeant O'Neill
- Kevin Dillon – Bunny
- Keith David – King
- Mark Moses – Löjtnant Wolfe
- Francesco Quinn – Rhah
- Forest Whitaker – Big Harold
- Tony Todd – Sergeant Warren
- Richard Edson – Sal
- Johnny Depp – Menige Gator Lerner
- Dale Dye – Kapten Harris

## Produktionen
Filmen är den första i regissören Stones trilogi om Vietnamkriget, och följdes av Född den fjärde juli och Himmel och jord. Stone stred själv i Vietnam från 1967, inlkedningsvis som del av den 25:e infanterikårens tredje bataljons andra pluton. Han skadades vid två tillfällen, innan han avslutade sin tid som soldat 1968. 1976 skrev han ett filmmanus runt hans erfarenheter under kriget, baserad på en filmidé från 1969, ett manus som tio år senare omvandlades till film.
Charlie Sheen har filmens huvudroll, baserad på Stone själv. Sheen var en okänd skådespelare när filmen släpptes, vilket ledde till att Tom Berenger och Willem Dafoe sattes först i rollistan.
Oliver Stone blev imponerad av Johnny Depps skådespelartalanger, så därför fick Depp en av huvudrollerna. Innan filmen hade premiär klippte Stone bort de flesta scenerna där Depp medverkar, och på så vis fick Depp bara en mindre biroll i filmen.

## Soundtrack
- "Adagio for Strings" av Samuel Barber
- "White Rabbit" av Jefferson Airplane
- "Okie from Muskogee" av Merle Haggard
- "The Tracks of My Tears" av Smokey Robinson och The Miracles
- "Ride of the Valkyries" av Richard Wagner
- "Groovin'" av The Rascals
- "(Sittin' On) The Dock of the Bay" av Otis Redding

## Utmärkelser
| Utmärkelse                       | Kategori                               | Mottagare                                                  | Resultat  |
| -------------------------------- | -------------------------------------- | ---------------------------------------------------------- | --------- |
| Oscar                            | Bästa film                             | Arnold Kopelson                                            | Vann      |
| Oscar                            | Bästa regi                             | Oliver Stone                                               | Vann      |
| Oscar                            | Bästa originalmanus                    | Oliver Stone                                               | Nominerad |
| Oscar                            | Bästa manliga biroll                   | Tom Berenger                                               | Nominerad |
| Oscar                            | Bästa manliga biroll                   | Willem Dafoe                                               | Nominerad |
| Oscar                            | Bästa ljud                             | John Wilkinson Richard Rogers Charles Grenzbach Simon Kaye | Vann      |
| Oscar                            | Bästa foto                             | Robert Richardson                                          | Nominerad |
| Oscar                            | Bästa klippning                        | Claire Simpson                                             | Vann      |
| BAFTA Award                      | Best Direction                         | Oliver Stone                                               | Vann      |
| BAFTA Award                      | Best Cinematography                    | Robert Richardson                                          | Nominerad |
| BAFTA Award                      | Best Editing                           | Claire Simpson                                             | Vann      |
| Directors Guild of America Award | Outstanding Directing – Feature Film   | Oliver Stone                                               | Vann      |
| Golden Globe Award               | Bästa film - drama                     | Arnold Kopelson                                            | Vann      |
| Golden Globe Award               | Best Director                          | Oliver Stone                                               | Vann      |
| Golden Globe Award               | Best Screenplay                        | Oliver Stone                                               | Nominerad |
| Golden Globe Award               | Best Supporting Actor – Motion Picture | Tom Berenger                                               | Vann      |
| Silverbjörnen                    | Best Director                          | Oliver Stone                                               | Vann      |
| Independent Spirit Award         | Best Film                              | Arnold Kopelson                                            | Vann      |
| Independent Spirit Award         | Best Male Lead                         | Willem Dafoe                                               | Nominerad |
| Independent Spirit Award         | Best Director                          | Oliver Stone                                               | Vann      |
| Independent Spirit Award         | Best Screenplay                        | Oliver Stone                                               | Vann      |
| Independent Spirit Award         | Best Cinematography                    | Robert Richardson                                          | Vann      |
| Writers Guild of America Award   | Best Original Screenplay               | Oliver Stone                                               | Vann      |